# QRSS
QRSS – oznaczenie rodzaju emisji telegraficznej (CW) przeznaczonej do pracy z małymi mocami, używanej przez krótkofalowców m.in. w paśmie 136 kHz. Nazwa pochodzi od skrótu radiowego, oznaczającego "nadawaj bardzo wolno" (QRS = "nadawaj wolniej").
Czas trwania kropki wynosi od 3 sekund (QRSS3) do 240 sekund (QRSS240).